# Birgitzköpflhütte
Die Birgitzköpflhütte (auch Birgitzköpflhaus) war eine Schutzhütte der Naturfreunde Österreich in den Stubaier Alpen über dem Tiroler Inntal, im Schigebiet Axamer Lizum. Dieses Haus wurde von den Naturfreunden 2023 verkauft. Sie besteht aus zwei Gebäuden, der Alten Birgitzköpflhütte und dem Neuen Birgitzköpflhaus.

## Lage
Die Hütte liegt am Nordostpfeiler der Kalkkögel, der Saile (Nockspitze), (2404 m ü. A.), am Grat, der über das Birgitzköpfl (1982 m ü. A.) zwischen Geroldsbachtal bei Götzens und dem Tal des Axamer Bachs bei Axams nordwärts in das Inntal läuft. Sie steht an der Gemeindegrenze der beiden Gemeinden direkt bei der Bergstation des Birgitzköpfl-Lifts.
Die Hütte liegt auf einer Höhe von 2037 m ü. A., das alte Gebäude 2 m tiefer. Die von der Hütte selbst angegebene Höhe von 2098 m ü. A. passt mit den amtlichen Kartenwerken nicht zusammen.

## Geschichte

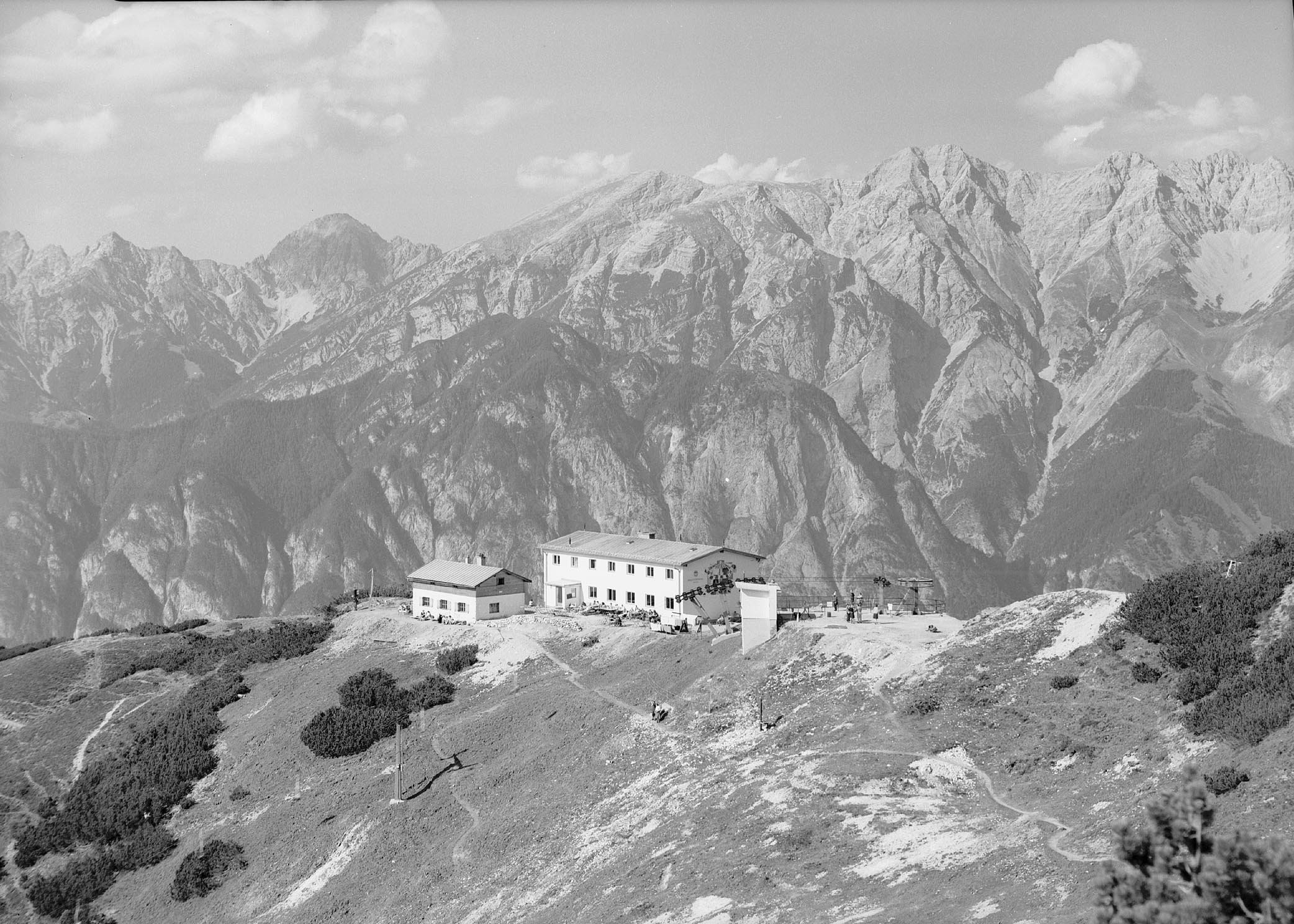
Birgitzköpflhütte (1964)

Die Gegend um das Birgitzköpfl war schon in der Zwischenkriegszeit beliebtes Tourengebiet der Innsbrucker.
Mehrere Alpinbewerbe der Olympischen Winterspiele 1964 und 1976 in Innsbruck fanden auf der Piste Birgitzköpfl statt.

Die alte Birgitzköpflhütte dient heute als Ferienhaus und hat 22 Schlafplätze, sie ist eine  Selbstversorgerhütte. Das neue Birgitzköpflhaus aus den 1970ern hat 31 Betten. Es verfügt über Duschen, einen Waschraum, WC-Anlagen und Zimmer mit Warm- und Kaltwasser.

## Wege und Touren

### Aufstieg
Aufstiegsmöglichkeiten sind neben den Liften der Axamer Lizum:
- Vom Parkplatz Axamer Lizum: 1 Stunde.
- Vom Adelshof über die Birgitzer-Alm: 2,5 Stunden

### Nachbarhütten
- Adolf-Pichler-Hütte (1977 m, 3 Stunden)
- Schlicker Alm (1616 m, 3½ Stunden)
- Götzner Alm (1542 m, 40 Minuten)
- Mutterer Alm (1608 m, 70 Minuten)

### Touren
Die Hütte ist Ausgangspunkt für folgenden Touren:
- Hoadl (2340 m)
- Saile (Nockspitze) (2403 m)
- Ampferstein (2556 m)
- Marchreisenspitze (2620 m)
- Hochtennspitze (2549 m)
- Pfriemeswand (2103 m)
- Spitzmandl (2206 m)
- Birgitzköpfl (1982 m)

Die Axamer Lizum ist ein bekanntes Tourengebiet im Großraum von Innsbruck. Am Pistentourenabend hat die Hütte abends länger geöffnet.
In den direkt hinter der Hütte ansteigenden Wänden der Saile ist ein Klettergarten erschlossen.